# 올림픽 미얀마 선수단
미얀마는 1948년 런던 올림픽에 처음 참가한 이래 1976년 몬트리올 올림픽을 제외하고 하계 올림픽의 매 대회에 출전하고 있다. 과거의 국명은 버마(Burma)였으나 1992년 바르셀로나 올림픽부터 '미얀마'(Myanmar)로 출전하기 시작하였다.
1947년 미얀마의 국가 올림픽 위원회인 미얀마 올림픽 위원회가 설립되었으며 같은해 국제올림픽위원회로부터 승인받았다.
올림픽 메달 획득 기록은 없으며, 동계 올림픽 대회에도 참가하고 있지 않다. 현재까지 가장 좋은 성적을 거둔 기록은 2000년 하계 올림픽 역도 여자 48kg 종목에서 카이티윈 선수가 4위를 차지한 기록이다.

## 메달 기록

### 하계 올림픽
| 대회                  | 선수             | 금메달           | 은메달           | 동메             | 총합             | 순위             |
| 1896년~1836년         | 인도 제국의 일부 | 인도 제국의 일부 | 인도 제국의 일부 | 인도 제국의 일부 | 인도 제국의 일부 | 인도 제국의 일부 |
| 1948년 런던           | 4                | 0                | 0                | 0                | 0                | –                |
| 1952년 헬싱키         | 5                | 0                | 0                | 0                | 0                | –                |
| 1956년 멜버른         | 11               | 0                | 0                | 0                | 0                | –                |
| 1960년 로마           | 10               | 0                | 0                | 0                | 0                | –                |
| 1964년 도쿄           | 11               | 0                | 0                | 0                | 0                | –                |
| 1968년 멕시코시티     | 4                | 0                | 0                | 0                | 0                | –                |
| 1972년 뮌헨           | 18               | 0                | 0                | 0                | 0                | –                |
| 1976년 몬트리올       | 불참             | 불참             | 불참             | 불참             | 불참             | 불참             |
| 1980년 모스크바       | 2                | 0                | 0                | 0                | 0                | –                |
| 1984년 로스앤젤레스   | 1                | 0                | 0                | 0                | 0                | –                |
| 1988년 서울           | 2                | 0                | 0                | 0                | 0                | –                |
| 1992년 바르셀로나     | 4                | 0                | 0                | 0                | 0                | –                |
| 1996년 애틀랜타       | 3                | 0                | 0                | 0                | 0                | –                |
| 2000년 시드니         | 7                | 0                | 0                | 0                | 0                | –                |
| 2004년 아테네         | 2                | 0                | 0                | 0                | 0                | –                |
| 2008년 베이징         | 6                | 0                | 0                | 0                | 0                | –                |
| 2012년 런던           | 6                | 0                | 0                | 0                | 0                | –                |
| 2016년 리우데자네이루 | 7                | 0                | 0                | 0                | 0                | –                |
| 2020년 도쿄           | 2                | 0                | 0                | 0                | 0                | –                |
| 2024년 파리           | 개최 예정        |                  |                  |                  |                  |                  |
| 2028년 로스앤젤레스   | 개최 예정        |                  |                  |                  |                  |                  |
| 2032년 브리즈번       | 개최 예정        |                  |                  |                  |                  |                  |
| 총합                  | 총합             | 0                | 0                | 0                | 0                | –                |

## 같이 보기
- 미얀마의 올림픽 기수 목록
- 패럴림픽 미얀마 선수단
- 아시안 게임 미얀마 선수단
- 동남아시아 경기대회 미얀마 선수단